# Slobozia Bradului
Slobozia Bradului é uma comuna romena localizada no distrito de Vrancea, na região de Moldávia. A comuna possui uma área de 28.91 km² e sua população era de 5767 habitantes segundo o censo de 2007.